# Зоран Лековић
Зоран Лековић (Београд, 8. јун 1957) је српски и југословенски певач забавне музике.
Каријеру је започео са 13 година, када је са песмом „Љубомора“ освојио прво место на фестивалима „Сан Ремо“, „Београдско пролеће“ и „Златна ружа Порторожа“. Након сјајног почетка, наставио је да ниже успехе компонујући музику и пишући текстове за песме које је изводио, од којих су многе биле на врху топ-листа поп музике, као што су „Нико, нико“, „Снежана“ и „Она је најлепша“.

## Познате песме
- Нико, нико
- Снежана
- Санија
- Љубав је свуд око нас

## Фестивали
Београдско пролеће:
- Љубомора (Вече шансона), прво место фестивала, '70
- Нико, нико, '71
- Снежана, '72
- Прва љубав (Дечје београдско пролеће), '73
- Воли, воли, '74
- Најслађа је Слађана (Дечје београдско пролеће), '83
- Нико, нико / Кад бих знао да је сама, (Вече ретроспективе - највећих хитова са фестивала Београдско пролеће), '88

Ваш шлагер сезоне, Сарајево:
- Немој крити лице, '73

Опатија:
- Малена моја, '73
- Хвала ти, оче, '82

Загреб:
- Она је најлепша, '71
- Дај ми руке своје, '73

Скопље:
- Панагур, '71

Акорди Косова:
- Санија, прва награда фестивала, '71
- Колиба, '72

Фестивал ЈНА:
- Мали војник, '70
- Кад си млад, '84

Порторож:
- Љубомора, прва награда Златна ружа Порторожа, '70

Сан Ремо (фестивал младих певача): 
- Љубомора, прва награда фестивала, '70

Југословенски избор за Евросонг:
- Цвеће љубави, треће место, Сарајево '72

Хит парада, Београд:
- Љубав је свуд око нас, '74
- Пут бр. 1, '75

Фестивал радничке песме, Ниш:
- Песма о петогодишњем плану, '85

Пјесма Медитерана, Будва:
- Чинила си што ти драго, '94
- Пробуди се анђеле, '95
- Краљица порока, 2003

Сунчане скале, Херцег Нови:
- Заувијек твој, '97